# Zmarli w roku 1986
Lista osób zmarłych w 1986:

## styczeń 1986
- 3 stycznia:
  - Stanisław Turski, polski matematyk i polityk (ur. 1906)
  - Jan Zumbach, polski pilot wojskowy, as myśliwski Polskich Sił Powietrznych na obczyźnie (ur. 1915)
- 4 stycznia – Philip Lynott, lider (wokalista i basista) irlandzkiego zespołu rockowego Thin Lizzy (ur. 1949)
- 10 stycznia:
  - Roman Saloni, polski oficer, kawaler Orderu Virtuti Militari (ur. 1895)
  - Jaroslav Seifert, poeta czeski, laureat Nagrody Nobla (ur. 1901)
- 14 stycznia – Walerian Zorin, radziecki dyplomata, polityk (ur. 1902)
- 15 stycznia – Włodzimierz Missol, polski duchowny luterański (ur. 1904)
- 22 stycznia – Wilhelm Pluta, sługa Boży, biskup gorzowski (ur. 1910)
- 23 stycznia – Joseph Beuys, niemiecki artysta, teoretyk sztuki, pedagog (ur. 1921)
- 24 stycznia – L. Ron Hubbard, założyciel Kościoła Scjentologicznego i twórca dianetyki (ur. 1911)
- 27 stycznia – Lilli Palmer, niemiecka aktorka teatralna i filmowa pochodzenia żydowskiego (ur. 1914)
- 28 stycznia:
  - Christa McAuliffe, amerykańska astronautka i nauczycielka (ur. 1948)
  - Judith Resnik, amerykańska astronautka (ur. 1949)
  - Ellison Onizuka, astronauta amerykański (ur. 1946)
  - Michael John Smith, astronauta amerykański (ur. 1945)
  - Ronald McNair, amerykański astronauta (ur. 1950)
  - Gregory Jarvis, amerykański astronauta (ur. 1944)
  - Francis Scobee, amerykański astronauta (ur. 1939)

## luty 1986
- 6 lutego – Minoru Yamasaki, amerykański architekt, to on zaprojektował bliźniacze wieże World Trade Center w Nowym Jorku (ur. 1912)
- 11 lutego – Frank Herbert, amerykański pisarz science fiction (ur. 1920)
- 23 lutego – Ernst Neufert, niemiecki architekt, autor dzieła Podręcznik projektowania architektoniczno-budowlanego (ur. 1900)
- 28 lutego – Olof Palme, szwedzki polityk (ur. 1927)

## marzec 1986
- 6 marca – Georgia O’Keeffe, amerykańska malarka (ur. 1887)
- 9 marca – Antonina Mijal, polska lekarka, działaczka społeczna, żołnierz Armii Krajowej, pierwsza żona Władysława Bartoszewskiego (ur. 1915)
- 17 marca:
  - Heinz Nixdorf, niemiecki pionier przemysłu komputerowego, przedsiębiorca (ur. 1925)
  - Władysław Stepokura, żołnierz niezłomny w 1944 roku dowódca II batalionu 116 pułku piechoty Armii Krajowej (ur. 1902)
- 31 marca – Jan Karol Wende, polski pisarz, publicysta, krytyk literacki, polityk, wicemarszałek Sejmu (ur. 1910)

## kwiecień 1986
- 7 kwietnia:
  - Maria Wardasówna, polska pisarka, propagatorka lotnictwa (ur. 1907)
  - Leonid Kantorowicz, rosyjski matematyk (ur. 1912)
- 13 kwietnia – Tamás Major, węgierski reżyser teatralny i aktor (ur. 1910)
- 14 kwietnia – Simone de Beauvoir, francuska pisarka, filozofka i feministka (ur. 1908)
- 15 kwietnia – Jean Genet, pisarz francuski (ur. 1910)
- 17 kwietnia – Marcel Dassault, francuski konstruktor lotniczy i przemysłowiec (ur. 1892)
- 22 kwietnia – Mircea Eliade, rumuński filozof, historyk religii, religioznawca (ur. 1907)
- 24 kwietnia – Wallis Simpson, kochanka króla-cesarza Imperium Brytyjskiego Edwarda VIII, a po jego abdykacji jego żona (ur. 1896)

## maj 1986
- 2 maja – Henri Toivonen, fiński kierowca rajdowy (ur. 1956)
- 9 maja – Tenzing Norgay, himalaista nepalski, który wraz z Edmundem Hillarym dokonał pierwszego wejścia na Mount Everest (ur. 1914)
- 10 maja – Anna Kamieńska, polska poetka, pisarka, tłumaczka i krytyk literacki (ur. 1920)
- 18 maja – Giuseppe Lazzati, włoski polityk, sługa Boży (ur. 1909)
- 20 maja:
  - Karol Olgierd Borchardt, polski pisarz i marynarz, kapitan żeglugi wielkiej (ur. 1905)
  - Melvin R. Novick, amerykański statystyk (ur. 1932)
- 24 maja – Aleksandra Leszczyńska, polska aktorka (ur. 1900)

## czerwiec 1986
- 3 czerwca – Abba Fenichel, izraelski malarz i ilustrator (ur. 1906)
- 12 czerwca – Harry Hanson, szwedzki żeglarz, olimpijczyk (ur. 1900)
- 13 czerwca – Benny Goodman, amerykański muzyk jazzowy, klarnecista (ur. 1909)
- 14 czerwca – Jorge Luis Borges, argentyński pisarz, poeta i eseista (ur. 1899)
- 19 czerwca:
  - Coluche właśc. Michel Gérard Joseph Colucci, francuski aktor (ur. 1944)
  - Eleonora Słobodnikowa, polska tłumaczka, żona poety Włodzimierza Słobodnika (ur. 1901)
- 29 czerwca – Bohdan Podoski, polski prawnik, polityk, poseł na Sejm RP, wicemarszałek Sejmu (ur. 1894)

## lipiec 1986
- 3 lipca – Quinn McNemar, amerykański psycholog i statystyk (ur. 1900)
- 5 lipca – Jarosław Stećko (ukr. Ярослав Стецько), ukraiński polityk, przywódca Organizacji Ukraińskich Nacjonalistów (ur. 1912)
- 8 lipca – Hyman Rickover, amerykański admirał (ur. 1900)
- 10 lipca – Tadeusz Piotrowski, polski taternik, alpinista i himalaista, autor książek o tematyce wspinaczkowej (ur. 1940)
- 12 lipca – Wacław Kisielewski, pianista (ur. 1943)
- 19 lipca – Alfredo Binda, włoski kolarz (ur. 1902)
- 25 lipca – Vincente Minnelli, amerykański reżyser filmowy (ur. 1903)
- 26 lipca – Ken Watson, kanadyjski curler (ur. 1904)
- 28 lipca:
  - Stanisław Czerniec, polski duchowny katolicki, kanonik brzozowski (ur. 1908)
  - Edmund Kolanowski, polski seryjny morderca, nekrofil (ur. 1947)

## sierpień 1986
- 9 sierpnia:
  - Lucjan Krawiec, polski historyk (ur. 1906)
  - Jef Scherens, belgijski kolarz torowy i szosowy (ur. 1909)
- 29 sierpnia – Zofia Kozłowska-Budkowa, polski historyk (ur. 1893)
- 31 sierpnia:
  - Urho Kaleva Kekkonen, fiński premier (ur. 1900)
  - Henry Moore, angielski rzeźbiarz (ur. 1898)

## wrzesień 1986
- 3 września – Wirgiliusz Gryń, polski aktor teatralny i filmowy (ur. 1928)
- 17 września – Halina Balaszczuk, polski historyk i bibliotekarz (ur. 1947)
- 25 września – Hans Batz, niemiecki polityk (ur. 1927)
- 27 września – Cliff Burton, basista zespołu thrashmetalowego Metallica (ur. 1962)
- 28 września – Ewa Szelburg-Zarembina, polska pisarka (ur. 1899)

## październik 1986
- 2 października – Jean Carmignac, francuski biblista, qumranolog (ur. 1914)
- 3 października – Witold Jakóbczyk, polski historyk (ur. 1909)
- 19 października – Moses Asch, założyciel Folkways Records (ur. 1905)
- 22 października – Albert Szent-Györgyi, węgierski biochemik, laureat Nagrody Nobla (ur. 1893)
- 30 października – Andrzej Markowski, polski kompozytor, dyrygent (ur. 1924)

## listopad 1986
- 1 listopada – Mieczysław Moczar, komunistyczny działacz społeczny i polityczny PRL (ur. 1913)
- 2 listopada – Georges Mollard, francuski żeglarz, medalista olimpijski (ur. 1902)
- 8 listopada – Wiaczesław Mołotow (ros. Вячеслав Михайлович Молотов), radziecki polityk (ur. 1890)
- 9 listopada – Leonard Sosnowski, polski fizyk (ur. 1911)
- 10 listopada – Ludwig Hahn, niemiecki prawnik, zbrodniarz wojenny (ur. 1908)
- 22 listopada – Scatman Crothers, amerykański aktor, piosenkarz, tancerz i muzyk (ur. 1910)
- 29 listopada – Cary Grant, brytyjski aktor (ur. 1904)

## grudzień 1986
- 13 grudnia – Ella Baker, amerykańska działaczka na rzecz równouprawnienia Afroamerykanów i zniesienia segregacji rasowej (ur. 1903)
- 16 grudnia – Oleg Gonczarienko (ukr. Олег Георгійович Гончаренко), ukraiński łyżwiarz szybki (ur. 1931)
- 29 grudnia:
  - Harold Macmillan, brytyjski polityk (ur. 1894)
  - Andriej Tarkowski (ros. Андре́й Арсе́ньевич Тарко́вский), rosyjski reżyser, scenarzysta, aktor (ur. 1932)
- 30 grudnia – Jerzy Kwiatkowski, polski literaturoznawca (ur. 1927)
- data dzienna nieznana:
  - Oswald Thomsen, niemiecki żeglarz, olimpijczyk (ur. 1897)